# Uvarovistia iraka
Uvarovistia iraka är en insektsart som först beskrevs av Boris Petrovich Uvarov 1934.  Uvarovistia iraka ingår i släktet Uvarovistia och familjen vårtbitare. Inga underarter finns listade i Catalogue of Life.